# Тодорович, Миломир
Миломир Тодорович (серб. Миломир Тодоровић, родился 29 ноября 1965) — генерал-майор Вооружённых сил Сербии, командующий Гвардией Сербии в 2011—2021 годах.

## Биография

### Образование
Родился 29 ноября 1965 года в Преочице (нынешняя община Витез Федерации Боснии и Герцеговины). Окончил экономическую школу в 1984 году, в 1990 году окончил Военную академию сухопутных войск Югославии (пехотный факультет) и начал службу в рядах Югославской народной армии. Окончил школу Генерального штаба Вооружённых сил Союзной Республики Югославия в 2000 году, курсы повышения квалификации при Генеральном штабе в 2008 году и Высшие курсы безопасности и обороны в 2013 году.

### Воинская служба
Служил в рядах военной полиции, командовал взводом и ротой военной полиции в составе Гвардейской моторизованной бригады. Был командиром роты, заместителем командира батальона и командиром батальона военной полиции в составе 46-й защитной моторизованной бригады. Командир батальона общей поддержки 46-й тыловой бригады. Занимал должность начальника штаба и заместителя командующего Гвардией Сербии. В 2011 году в звании полковника был назначен командующим Гвардией, сменив на этом посту бригадного генерала Горана Радовановича. Одновременно занял должность адъютанта Президента Сербии.
Прослужил во главе командующего Гвардией 10 лет, в отставку вышел 19 октября 2021 года. На посту командующего Гвардией его сменил Никола Деянович.
Женат, двое детей. Живёт в Белграде.

## Награды
Отмечен следующими наградами:
- Медаль «За храбрость» (1991)
- Офицерская медаль «За выдающиеся достижения на военной службе» (2013)
- Серебряная медаль «За усердную службу»[серб.] (2014)
- Орден Белого орла с мечами III степени (2014)
- Медаль участника боевых действий на территории СРЮ (2015)
- Медаль участника боевых действий на территории СФРЮ (2016)
- Памятная медаль «За усердную службу в течение 20 лет» (2016)
- Памятная медаль 20-летия защиты Отечества от агрессии НАТО[серб.] (2019)
- Орден Святого Симеона Мироточивого[серб.] Сербской православной церкви[3] (2019)[1]

## Воинские звания
| Подпоручик | Поручик | Капитан | Капитан 1-го класса | Майор | Подполковник | Полковник | Бригадный генерал | Генерал-майор |
| ---------- | ------- | ------- | ------------------- | ----- | ------------ | --------- | ----------------- | ------------- |
|            |         |         |                     |       |              |           |                   |               |
| 1990       | 1991    | 1994    | 1997                | 2000  | 2004         | 2009      | 2011              | 2015          |